# Nicolás Peris
Nicolás Peris, también conocido como Nicolás Pérez de Murcia, (¿?-Alicante, 22 de abril de 1296) fue un caballero castellano.

## Biografía
Era alcaide del castillo alicantino de Santa Bárbara cuando en el año 1296 el rey Jaime II de Aragón atacó la ciudad con un gran ejército. Opuso, junto con el resto de defensores, una enconada resistencia, pereciendo con las llaves del castillo en una mano y la espada en la otra. Tras su muerte, Jaime II dio orden de que su cadáver fuera arrojado a las bestias como castigo, confiando la defensa y custodia del castillo al noble catalán Ramón de Urtx. Así, tras sangrienta lucha, Alicante y su castillo pasaron de la soberanía castellana a la aragonesa.

## Monumento
En la década de 1960 se erigió en el recinto del castillo un monumento conmemorativo, en el lugar donde se cree que murió. La obra proviene de un antiguo panteón del desaparecido cementerio de San Blas que muestra las características de la arquitectura funeraria. Fue construido en piedra, con un dado de gran altura de caras planas. En una de ellas se le ha añadido una lápida de piedra bateig, con una inscripción en letra gótica pintada a la sanguina. Su leyenda es la siguiente:

"A la memoria de Nicolás Peris, Alcayde de este Castillo, que murió en su defensa con las llaves en una mano y en la otra la espada durante su conquista por Jaime II de Aragón en 1296"